# Football Club Sochaux-Montbéliard 2016-2017
Questa voce raccoglie le informazioni riguardanti il Football Club Sochaux-Montbéliard nelle competizioni ufficiali della stagione 2016-2017.

## Rosa
| N. |                    | Ruolo | Calciatore       |
| -- | ------------------ | ----- | ---------------- |
| 1  | Belgio (bandiera)  | P     | Olivier Werner   |
| 2  | Brasile (bandiera) | D     | Mickaël Alphonse |
| 4  | Camerun (bandiera) | D     | Adolphe Teikeu   |
| 5  | Tunisia (bandiera) | C     | Mohamed Larbi    |
| 6  | Francia (bandiera) | C     | Jeando Fuchs     |
| 7  | Francia (bandiera) | C     | Florin Bérenguer |
| 8  | Francia (bandiera) | C     | Johann Ramaré    |
| 9  | Francia (bandiera) | A     | Thomas Robinet   |
| 10 | Francia (bandiera) | C     | Moussa Sao       |
| 11 | Francia (bandiera) | A     | Florian Martin   |
| 12 | Francia (bandiera) | D     | Florent Ogier    |
| 14 | Tunisia (bandiera) | A     | Yoann Touzghar   |
| 16 | Francia (bandiera) | P     | Maxence Prévot   |

| N. |                       | Ruolo | Calciatore             |
| -- | --------------------- | ----- | ---------------------- |
| 17 | Francia (bandiera)    | C     | Marcus Thuram          |
| 18 | Francia (bandiera)    | C     | Jean Ruiz              |
| 19 | Algeria (bandiera)    | C     | Sofiane Daham          |
| 21 | Francia (bandiera)    | C     | Marco Ilaimaharitra    |
| 22 | Francia (bandiera)    | C     | Florian Tardieu        |
| 23 | Francia (bandiera)    | C     | Franck Honorat         |
| 25 | Francia (bandiera)    | D     | Rayan Senhadji         |
| 27 | Francia (bandiera)    | D     | Pierre Gibaud          |
| 28 | Madagascar (bandiera) | A     | Faneva Imà Andriatsima |
| 29 | Svizzera (bandiera)   | A     | Goran Karanović        |
| 30 | Francia (bandiera)    | P     | Christopher Dilo       |
|    | Francia (bandiera)    | D     | Vivian                 |
|    | Brasile (bandiera)    | D     | Bruno Collaço          |